# ロイ・デメイオ

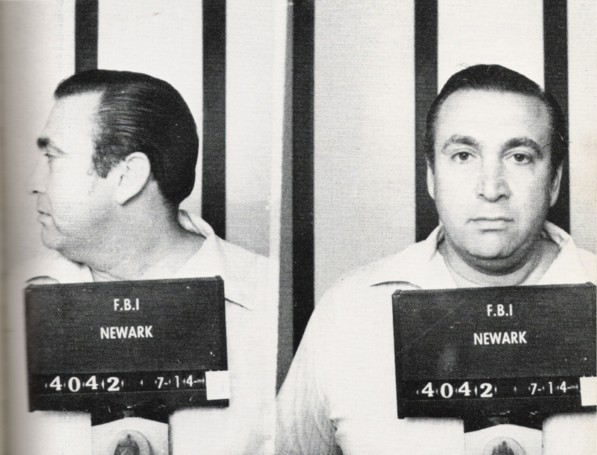
ロイ・デメイオ(1981年撮影のマグショット)

ロイ・アルバート・デメイオ（英名:Roy Albert DeMeo 1940年9月7日 - 1983年1月10日）はマフィアの構成員。ガンビーノ一家のカポ（capo）だった人物。身長は5フィート9インチ（約175.3cm）。彼はアルコールは五感を鈍らせるという理由でめったに酒を飲まなかった。銃のコレクターで南北戦争以前の時代物を好んだ。ブルックリンのフラットランズ(Flatlands)出身。

## 概要
彼はポール・カステラーノから数多くの殺しの命令を受け、実行した殺し屋集団"デメイオ・クルー"(DeMeo crew)を率いていた。カステラーノの命令でカステラーノの美人と評判の娘の恋人（ガンビーノ一家のメンバー、のちに結婚）の殺害もしている。なぜカステラーノが自らの義理の息子に対して処刑という処分を下したかというと、その恋人が自分の娘と結婚しておきながら他の女性たちと不貞を働いたり妊娠中の彼女に対してしばしば暴力を振るいとうとう流産させてしまったからである。カステラーノが激怒するには十分すぎる理由だった。彼らが1970年代半ばから1980年代初頭までの間に手に掛けた人数は、45人～200人と見られている。
彼らクルーの残酷な殺害方法は仲間内から証言者がでていて明らかになっている。
処刑はしばしばブルックリンにあるアパートで行われており、その方法とは暗殺処分の下った人物をそのアパートの一室に連れて行き、サイレンサーつきの銃で頭を撃ちぬいたあとすぐさまタオルをその頭に巻きつけ出血を抑え、その後まだ動いている心臓をナイフで一突きにして流血を止めるという方法である。その後遺体を風呂場にもっていきシャワーにあびせながら体内に残っている血をだしきりリビングルームに戻しそこで解体する。バラバラにされた遺体はいくつかのバッグに分けて詰め一家が支配しているごみ処理場に捨てるというやり方だったといわれている。
1976年ポール・カステラーノの前のボス・カルロ・ガンビーノの葬儀には参列した。
デメイオは自動車窃盗団を仕切っていた。そのため、とてつもなく金回りが良かったという。車の盗み、盗難車の販売、高利貸が主な仕事。コールガールを使った売春業もやっていた。ロイは医学会に何人か知り合いがおり、そのコネを使い中絶に関わった医師（金銭欲と宗教的偽善者）を脅し、弱みに付け込み金を搾り取った。ロイは中絶に反対する者に金を渡し運動までさせており、中絶を問題化させていた。
1977年に正式なマフィアの構成員になった。この頃から収入が急増しロングアイランドの高級住宅地に家を建てた。近所には弁護士や判事などエリート層が住んでいた。彼のようなブルックリン出身者にとっては、そこに家を建て住むのはアメリカンドリームの実現だった。大きな家だったのでメイドも雇った。
その後、部下が盗難車に指紋を残して捕まったため、ロイもFBIに追われることになった。
さらに1979年、自分のグループの部下クリス・ローゼンバーグがコロンビア人の麻薬運び屋を殺して金を奪うという強盗事件を起こした。そのことで自分や家族が狙われていると思い込み、近所をたまたま通った大学生を殺し屋と間違えて射殺してしまった。カステラーノは、ロイがコロンビア人に対する強盗殺人に関わっていたのではないかと疑っていた。その後コロンビア人を襲ったローゼンバーグは、上司のアンソニー・ガッジの指示を受けたデメイオらによって射殺された。ロイが罪のない一般人を殺してしまい、世間の注目を集めたということでカステラーノは激怒したという。そのため組織から追われて家族を逃がした後バハマへ行き逃亡生活をした。その後危険がないと思い再びニューヨークに戻る。
しかし、1983年の初頭にブルックリンで射殺され、8日後に愛車のキャデラックのトランクの中からシャンデリアを上からかけられ、寒さのために凍った状態で発見された。当時FBIが組織犯罪取締りに力を入れていたためか、彼の葬儀には仲間や部下は1人しか来なかった。自分のグループの部下ジョゼフ・テスタらに殺されたといわれている。ロイは当時一家内で禁止していた麻薬取引にも関わっており、自身もコカインの常習者だった。このことが暗殺の理由とも言われている。それでも息子のアルバート・デメイオは父親は麻薬はやっていないと信じている。
なお、翌1984年に5大ファミリー壊滅作戦の一環としてカステラーノ以下ガンビーノ一家の幹部・構成員が多数逮捕・起訴され、"デメイオ・クルー"の一人ドミニク・モンティーリョ（Dominick Montiglio）が情報提供者となったためクルーの実態が判明。クルーの監督役アンソニー・ガッジ（Anthony Gaggi）らクルーの構成員は有罪判決を受けた(カステラーノは裁判中の1985年に殺害された)。

## デメイオ・クルーの主要メンバー
彼らはニューヨーク・フラットランズにあった「ジェミニ・ラウンジ」というバーを拠点としていた。
- アンソニー・ガッジ：監督役で事実上のトップ。1986年に盗難車の密売陰謀の容疑で懲役5年の判決を受けた後、殺人容疑での起訴直前の1988年に獄死。
- ロイ・デメイオ
- ジョゼフ・テスタ、アンソニー・センター：常に一緒にいたことから、「ジェミニ（ふたご座）・ラウンジ」と掛けて「ジェミニ・ツインズ（Gemini twins）」と呼ばれていた。デメイオの殺害後、ルッケーゼ一家へ移るが逮捕される。1989年に二人共に終身刑の判決を受け、現在も服役中。
- ドミニク・モンティーリョ：ガッジの甥。現在は証人保護プログラムの保護下に入っている。
- ハーヴェイ・"クリス"・ローゼンバーグ：ユダヤ系。上記の通り、1979年にデメイオたちに殺害される。